# 田坂虎之助
田坂 虎之助（たさか とらのすけ、1850年11月6日（嘉永3年10月3日） - 1933年（昭和8年）1月25日）は、日本陸軍の軍人。日本における測地測量の基礎を築いた。従四位。最終階級は陸軍少将。

## 経歴
嘉永3年に広島藩士田坂佐久六の次男として広島城下に生まれる。広島藩校修道館（現：修道中学校・修道高等学校）出身。また三原洋学所にて英語などの洋学を学ぶ。1871年1月2日（明治3年11月12日）に伏見満宮の随員としてドイツ（当時のプロイセン）に留学を命ぜられ、測量や地図作成の技術を学ぶ。1875年（明治8年）12月20日、在独のまま陸軍少尉に任官し、1878年（明治11年）8月23日陸軍中尉に、1880年（明治13年）12月27日陸軍工兵大尉に昇進。
1882年（明治15年）5月1日帰朝被仰付となり、同年10月に帰朝し、参謀本部測量課に勤務。1885年（明治18年）3月28日に陸軍工兵少佐に昇進し、同年4月に参謀本部測量局三角測量課長となる。1886年（明治19年）3月29日には本初子午線並計時法審査委員を、1887年（明治20年）1月25日には改正兵語字書審査委員をそれぞれ仰せ付けられる。
同年3月23日には、ドイツでの長年に亘る在留経験を買われ、ドイツ帝国皇族フレデリック・レオポール親王来航に付き、式部官長崎省吾らとともに接待掛を命ぜられる。同年4月7日、兼任建設局三等技師・奏任官三等。参謀本部測量局が陸地測量部となった1888年（明治21年）5月14日には初代の三角科長に就任し、1889年（明治22年）4月30日、万国測地学協会委員を仰せつかる。
同年11月2日には陸軍工兵中佐に昇進。1891年（明治24年）5月に設置された日本水準原点の創設に貢献しており、原点の水晶目盛が埋め込まれている船形石に「陸地測量部三角科長陸軍工兵中佐従六位勲六等田坂虎之助」と名が彫刻されている。
1895年（明治28年）5月12日に陸軍工兵大佐に昇進。1898年（明治31年）5月23日、明治31年勅令第84号により発足したばかりの測地学委員会（現在の科学技術・学術審議会測地学分科会の前身）の委員を仰せつかる。1902年（明治35年）5月5日には陸軍少将に昇進し、同日予備役に編入したが、翌日付で引き続き陸地測量部三角科業務嘱託となる。同年5月21日には測地学委員会委員を退任するも、同日付で同委員会臨時委員を仰せつかり、引き続き審議に参画する。1905年（明治38年）10月16日、後備役に編入。1906年（明治39年）9月、ハンガリー国ブダペストにて開催された第15回万国測地学協会総会に木村栄とともに参列。1909年（明治42年）4月1日に退役した。
1918年（大正7年）5月8日には、病弱を理由に測地学委員会臨時委員を退任する。1933年（昭和8年）1月25日、肺炎にて病没。同月27日幣帛下賜。墓所は青山霊園立山墓地4号・1種ロ・4側・12、13番。

## 親族
長男の田坂龍雄は東京帝国大学独文科を卒業、陸軍士官学校や法政大学の教授となっている。その妻は西徳二郎男爵の娘で、西竹一の姉のフク。

## 栄典
位階
- 1876年（明治9年）6月15日 - 正八位[23]
- 1880年（明治13年）2月6日 - 従七位
- 1881年（明治14年）3月17日 - 正七位[24]
- 1885年（明治18年）5月7日 - 従六位[25]
- 1891年（明治24年）12月28日 - 正六位[26]
- 1895年（明治28年）11月15日 - 従五位[27]
- 1901年（明治34年）3月11日 - 正五位[28]
- 1909年（明治42年）7月10日 - 従四位[29]

勲章等
- 1888年（明治21年）11月27日 - 勲六等瑞宝章[30]
- 1888年（明治22年）11月29日 - 大日本帝国憲法発布記念章[31]
- 1893年（明治26年）11月29日 - 勲五等瑞宝章[32]
- 1894年（明治27年）3月9日 - 大婚二十五年祝典之章
- 1895年（明治28年）
  - 10月31日 - 勲四等旭日小綬章[33]
  - 11月18日 - 明治二十七八年従軍記章[34]
- 1906年（明治39年）6月30日 - 勲二等旭日重光章[35]
- 1920年（大正9年）10月14日 - 銀杯一組[36]

外国勲章佩用允許
- 1882年（明治15年）12月28日 - プロイセン王国：赤鷲第四等勲章
- 1887年（明治20年）11月21日 - ドイツ帝国：王冠第三等勲章[37]